# Rędziny (Neder-Silezië)
Rędziny (Duits: Röhrsdorf) is een dorp in de Poolse woiwodschap Neder-Silezië. De plaats maakt deel uit van de gemeente Kamienna Góra.

## Galerij

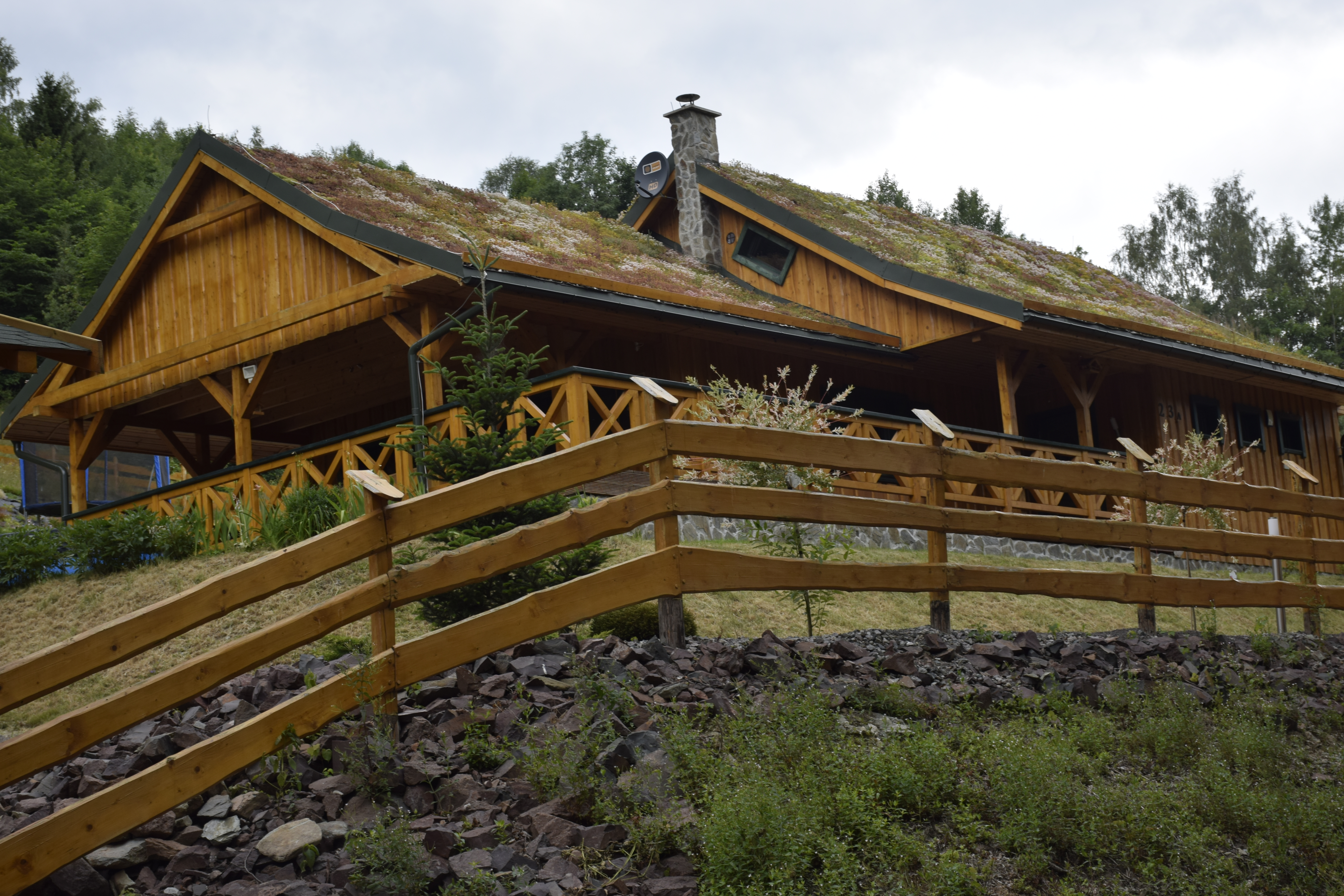
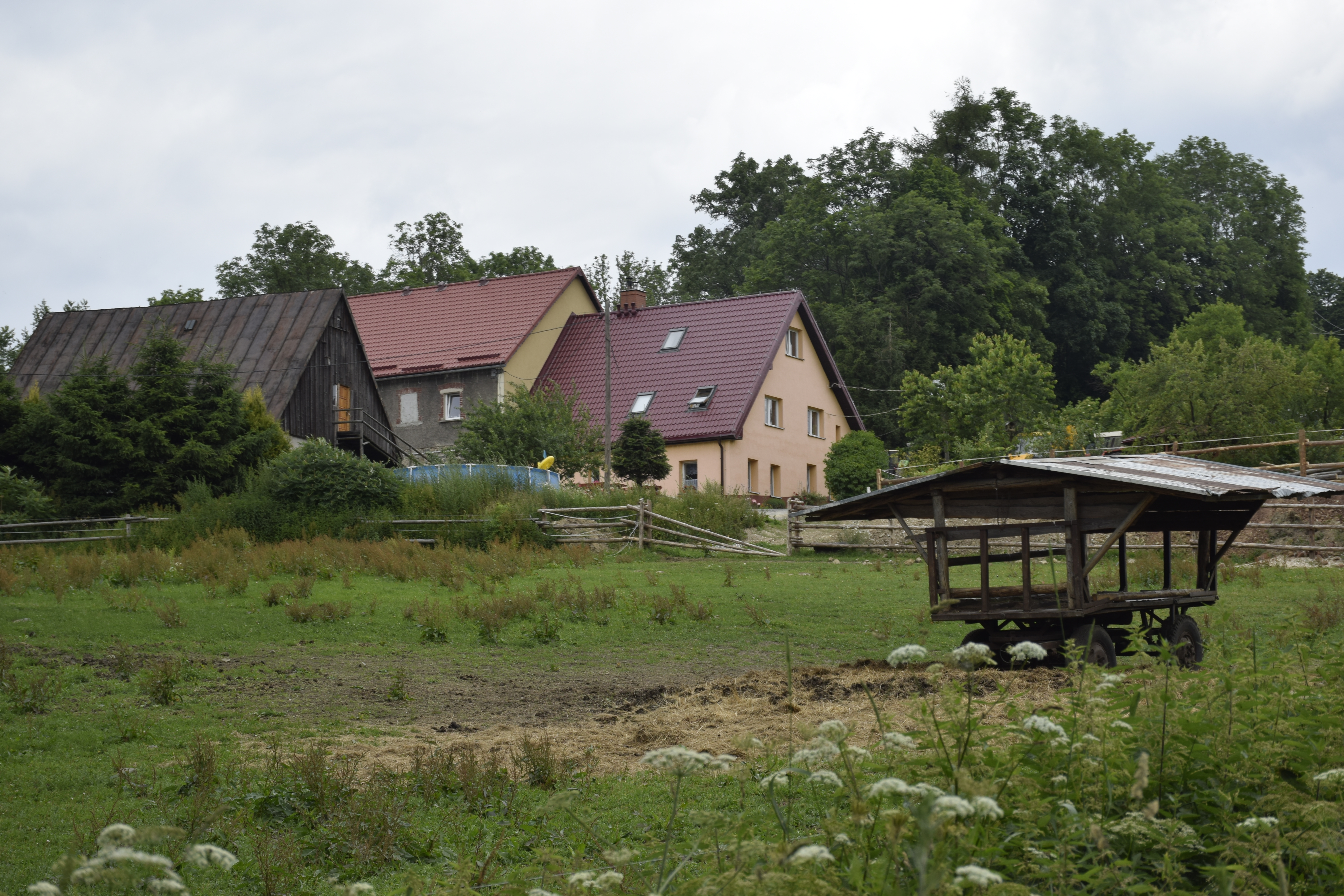
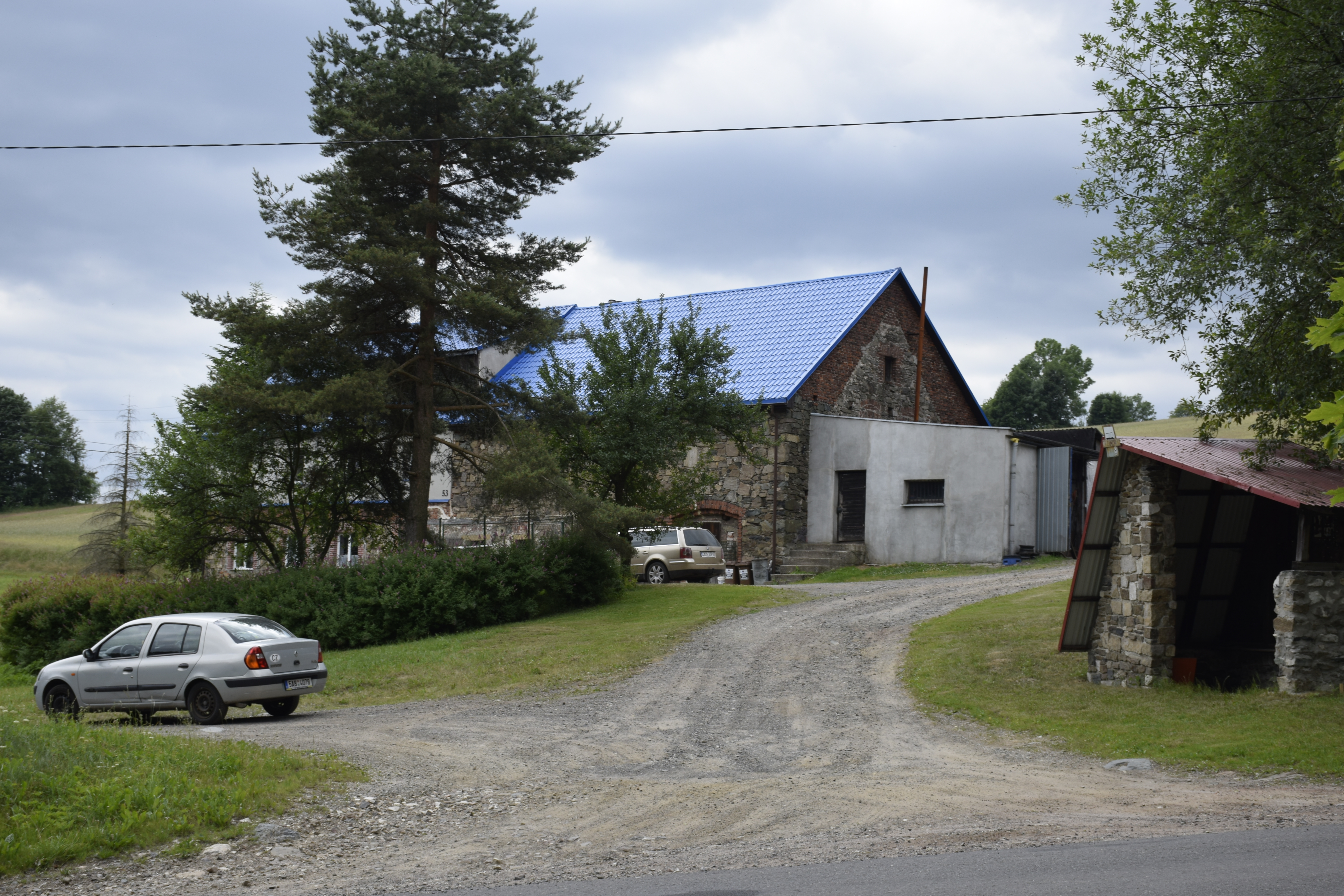